# Tahnee Welch
Pour les articles homonymes, voir Welch.
Tahnee Welch, née le 26 décembre 1961 à San Diego, est une actrice et mannequin américaine. 

## Biographie

### Vie privée
Elle est la fille de Raquel Welch. Elle a un frère acteur Damon Welch.

## Filmographie partielle
- 1971 : Le Péché (The Beloved) de George Pan Cosmatos
- 1985 : Cocoon de Ron Howard
- 1987 : La Belle au bois dormant (en) de David Irving : la princesse Rose
- 1988 : Cocoon, le retour de Daniel Petrie
- 1992 : L'angelo con la pistola de Damiano Damiani
- 1996 : I Shot Andy Warhol  de Mary Harron
- 1997 : Sue perdue dans Manhattan de Amos Kollek
- 1998 : Black Light de Michael Storey
- 1999 : Body and Soul
- 2016 : 2 Lava 2 Lantula !